# ریوجی یاماگیشی
ریوجی یاماگیشی (به ژاپنی: 山岸 良二 Yamagishi Ryōji) (تولد ۱۹۵۱) باستان‌شناس و مدیر انجمن باستان‌شناسی ژاپن است. وی از دانشگاه کیئو و دانشگاه توهو فارغ‌التحصیل شده است. بیشتر در محدوده تاریخی مردم دوره جومون - دوره یایویی و سواره نظام نارشینو، چیبا و فرهنگ در منطقه دریای ژاپن و فعالیت‌های کشاورزی باستان کار و تحقیق کرده است.